# Alain de Martigny
Alain Millard de Martigny, dit Alain de Martigny, est un footballeur puis entraîneur français, né le 9 avril 1946 à Paris. Il joue comme ailier ou milieu de terrain à l'AC Cambrai, au Lille OSC puis au Stade brestois où il est entraîneur-joueur puis entraîneur jusqu'en 1982.
Il dirige ensuite le RC Paris de juillet 1982 à janvier 1985 puis l'équipe nationale du Gabon, l'AS Sogara avec qui il est champion du Gabon en 1989. Revenu en France, il entraîne l'En avant de Guingamp, le SCO Angers, le CS Meaux et termine sa carrière d'entraîneur au Stade brestois.

## Biographie
Alain de Martigny commence le football au Red Star où il reste jusqu'à l'âge de 17 ans puis joue à l'OC Châteaudun et à l'ES Colombienne. En 1967, il rejoint Lille pour continuer ses études pour obtenir le professorat d'éducation physique et sportive et joue en même temps à l'AC Cambrai en CFA. Il remporte avec ces coéquipiers le groupe Nord de CFA en 1970 et commence en même temps à enseigner en lycée.
Repéré par le Lille OSC, il rejoint le club nordiste en 1970 et en fin de saison les Lillois terminent champions de France de Division 2 (groupe Nord) et montent en Division 1. Le club redescend cependant l'année suivante et doit attendre la saison 1973-1974 pour retrouver la Division 1. Les Lillois remportent le titre de champion de France de division 2 en battant le Red Star, vainqueur de l’autre groupe sur le score de cinq buts à trois sur les deux matchs.
En 1976, Alain de Martigny est recruté par le stade brestois  pour devenir entraîneur-joueur du club. Le club est encore amateur et il marque alors profondément le club en le professionnalisant. Sous ses ordres, le club brestois remporte le groupe B de Division 2 en 1979 et monte pour la première fois de son histoire en division 1. Il est alors nommé entraîneur de l’année de Division 2. Les Brestois redescendent cependant aussitôt ne marquant que quinze points en championnat, Alain de Martigny arrête sa carrière de joueur en milieu de saison pour devenir seulement entraîneur.
Les Brestois remontent en Division 1 dès l'année suivante et de Martigny quitte le club en fin de saison 1982 à la suite de divergences de vue avec le nouveau président brestois François Yvinec. Il est alors appelé par Michel Hidalgo, sélectionneur de l'équipe de France pour devenir son adjoint lors de la Coupe du monde 1982.
De retour du Mondial espagnol, il est recruté par le RC Paris de Jean-Luc Lagardère avec pour objectif la montée en Division 1. Celle-ci est obtenue en 1984 après une victoire deux buts à zéro en barrage d’accession face à l'AS Saint-Étienne. La saison suivante, Alain de Martigny est licencié de son poste après vingt journées de championnat alors que le club occupe la dernière place et est remplacé par Sylvester Takac.
En 1985, il devient sélectionneur du Gabon et remporte la Coupe de l'UDEAC, le premier trophée de l'histoire de la sélection nationale gabonaise. Limogé de son poste en 1987, il rejoint l'AS Sogara, club du championnat gabonais avec qui il remporte le titre en 1989.
Revenu en France, il entraîne l'En avant de Guingamp de 1990 à 1993 puis de novembre 1993 à janvier 1995 le SCO Angers. Il accepte en 1995 le poste de manager du CS Meaux qu'il occupe jusqu'en 1998. L'année suivante, il redevient entraîneur au sein de ce club et échoue de peu dans la course à l'accession au CFA2.
En juillet 1999, il revient au Stade brestois retombé en CFA. Le club termine premier de son groupe et monte ainsi en National, l'année de son cinquantenaire. Il arrête définitivement sa carrière en 2002.

## Palmarès

### Joueur
- Champion de France de Division 2 en 1974 avec le Lille OSC.
- Vice-champion de France de division 2 en 1979 avec le stade brestois.
- Champion de France de Division 2 (groupe Nord) en 1971 avec le Lille OSC.
- Champion de France de CFA groupe Nord en 1970 avec l'AC Cambrai.

### Entraîneur
- Champion de France de Division 2 en 1981 avec le stade brestois.
- Vice-champion de France de Division 2 en 1979 avec le stade brestois.
- Vainqueur de la Coupe de l'UDEAC en 1985 avec l'équipe nationale du Gabon.
- Champion du Gabon en 1989 avec l'AS Sogara.
- Champion de France de CFA groupe D en 2000 avec le stade brestois.

- Entraîneur de l'année de Division 2 en 1978.

## Statistiques
Le tableau ci-dessous résume les statistiques en match officiel d'Alain de Martigny durant sa carrière de joueur professionnel. 
| Saison      | Club           | Pays   | Championnat | Championnat | Championnat | Coupes nationales | Coupes nationales |
| Saison      | Club           | Pays   | Division    | Matchs      | Buts        | Matchs            | Buts              |
| ----------- | -------------- | ------ | ----------- | ----------- | ----------- | ----------------- | ----------------- |
| 1970 - 1971 | Lille OSC      | France | Division 2  | 28          | 6           | 3                 | 0                 |
| 1971 - 1972 | Lille OSC      | France | Division 1  | 25          | 0           | 1                 | 0                 |
| 1972 - 1973 | Lille OSC      | France | Division 2  | 31          | 10          | 6                 | 0                 |
| 1973 - 1974 | Lille OSC      | France | Division 2  | 22          | 8           | 2                 | 0                 |
| 1974 - 1975 | Lille OSC      | France | Division 1  | 34          | 2           | 5                 | 1                 |
| 1975 - 1976 | Lille OSC      | France | Division 1  | 35          | 7           | 5                 | 1                 |
| 1976 - 1977 | Stade brestois | France | Division 2  | 34          | 5           | 3                 | 0                 |
| 1977 - 1978 | Stade brestois | France | Division 2  | 33          | 3           | 1                 | 0                 |
| 1978 - 1979 | Stade brestois | France | Division 2  | 32          | 0           | 3                 | 0                 |
| 1979 - 1980 | Stade brestois | France | Division 1  | 10          | 0           | -                 | -                 |
| Total       | Total          | Total  | Total       | 284         | 41          | 29                | 2                 |